# Liga Nacional Superior de Voleibol Femenino 2014-15
La Liga Nacional Superior de Voleibol del Perú 2014-15 (oficialmente Liga Nacional de Voleibol Femenino "Copa Movistar" por razones de patrocinio), es la máxima competición de este deporte en el Perú, siendo esta su undécima edición. Su organización, control y desarrollo están a cargo de la Federación Peruana de Voleibol (FPV). 
La Liga Nacional se inició el 28 de noviembre de 2014 con el partido entre Universidad César Vallejo y Latino Amisa. Todos los encuentros se llevarán a cabo en el Coliseo Manuel Bonilla de Miraflores. El campeón del certamen obtendrá la clasificación al Campeonato Sudamericano de Clubes de Voleibol Femenino de 2016.

## Formato de competencia
Al igual que en los años anteriores, el torneo se divide en tres etapas. En la primera etapa, se enfrentaron los doce equipos bajo el sistema de todos contra todos (Round Robin); los ocho equipos mejor ubicados clasificaron a la siguiente ronda. En la segunda etapa, los clasificados se enfrentaron nuevamente en Round Robin. Las clasificaciones de cada equipo en esa instancia permitieron armar las llaves de enfrentamiento entre el primer y octavo puesto en la Ronda Final.
Los puntajes recibidos se distribuyen de la siguiente manera:
```
    - Si el encuentro culmina en un “3-0” o “3-1”
              - 3 puntos al vencedor
              - 0 puntos al perdedor
    - Si el encuentro culmina en un “3-2”
              - 2 puntos al vencedor
              - 1 punto al perdedor
```

En la Ronda Final, los equipos se enfrentarán en llaves de eliminación directa de acuerdo a sus posiciones en la etapa previa. Las llaves se armarán de la siguiente forma:
```
         - Primer lugar         vs.      Octavo lugar
         - Segundo lugar  	vs.  	 Séptimo lugar
         - Tercer lugar	        vs.  	 Sexto lugar
         - Cuarto lugar	        vs.  	 Quinto lugar 
```

## Equipos
Doce equipos participarán de la edición 2014-15 de la Liga Nacional.
| Club                      | Ciudad      | Entrenador               | Capitana         |
| ------------------------- | ----------- | ------------------------ | ---------------- |
| Alianza Lima              | Lima        | Carlos Aparicio          | Mirtha Uribe     |
| Circolo Sportivo Italiano | Lima        | Edwin Jiménez            | Kelly Culquimboz |
| Deportivo Géminis         | Lima        | Martín Escudero          | Sara Joya        |
| Deportivo Jaamsa          | Lima        | Andrés Rodríguez         | Heidi Gronerth   |
| Divino Maestro            | Lima        | Guillermo González López | Cinthia Urquiza  |
| Latino Amisa              | Lima        | J. Reyes                 | Jazmine Aranda   |
| Regatas Lima              | Lima        | Francisco Hervás         | Carol Andrade    |
| Sport Loreto              | Ucayali     | Fernando Caloggero       | Hilda Caballero  |
| Sporting Cristal          | Lima        | Walter Lung              | Raffaella Camet  |
| Túpac Amaru               | Lima        | José Castillo            | Katherine Juárez |
| Universidad César Vallejo | La Libertad | Natalia Málaga           | Milagros Moy     |
| Universidad San Martín    | Lima        | Juan Diego García        | Milca da Silva   |

## Primera Etapa

### Tabla de posiciones

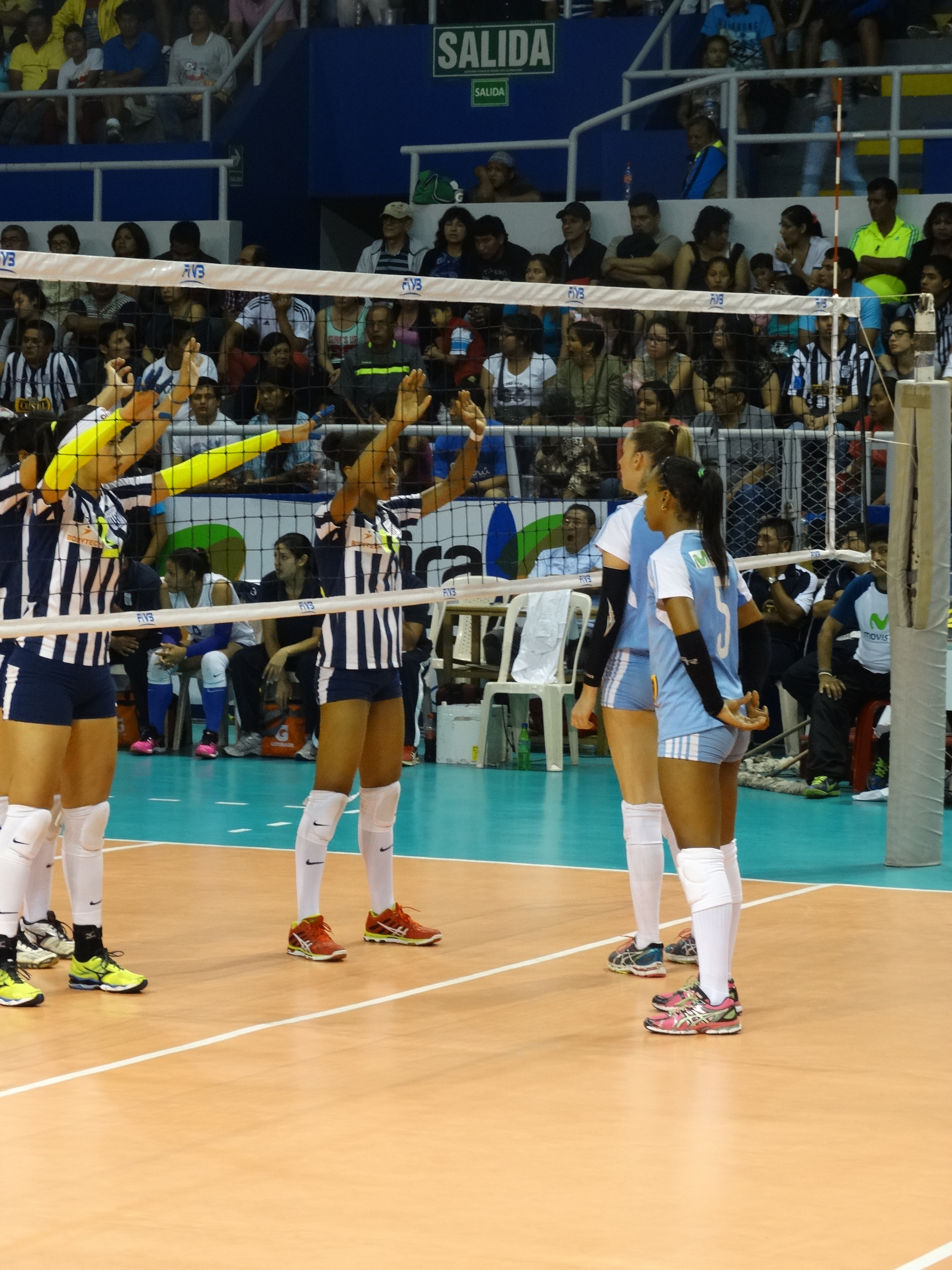
Duelo entre Sporting Cristal y Alianza Lima.

– Clasificado para competir en la Segunda Etapa.
|     |                     |     | Partidos | Partidos | Partidos | Sets | Sets | Sets  | Puntos | Puntos | Puntos |
| Pos | Equipo              | Pts | PJ       | PG       | PP       | SG   | SP   | Ratio | PG     | PP     | Ratio  |
| --- | ------------------- | --- | -------- | -------- | -------- | ---- | ---- | ----- | ------ | ------ | ------ |
| 1.  | Deportivo Géminis   | 30  | 11       | 10       | 1        | 32   | 8    | 4.000 | 929    | 751    | 1.237  |
| 2.  | Univ. César Vallejo | 27  | 11       | 10       | 1        | 31   | 10   | 3.100 | 996    | 772    | 1.286  |
| 3.  | Univ. San Martín    | 26  | 11       | 8        | 3        | 29   | 10   | 2.900 | 931    | 689    | 1.357  |
| 4.  | Regatas Lima        | 25  | 11       | 7        | 4        | 28   | 14   | 2.000 | 947    | 850    | 1.114  |
| 5.  | Sporting Cristal    | 21  | 11       | 7        | 4        | 24   | 13   | 1.846 | 840    | 724    | 1.160  |
| 6.  | Alianza Lima        | 21  | 11       | 7        | 4        | 24   | 16   | 1.500 | 898    | 847    | 1.063  |
| 7.  | Deportivo Jaamsa    | 18  | 11       | 6        | 5        | 22   | 18   | 1.222 | 782    | 778    | 1.018  |
| 8.  | Túpac Amaru         | 11  | 11       | 4        | 7        | 15   | 30   | 0.500 | 741    | 801    | 0.925  |
| 9.  | Circolo Italiano    | 9   | 11       | 3        | 8        | 12   | 25   | 0.480 | 721    | 842    | 0.852  |
| 10. | Divino Maestro      | 6   | 11       | 2        | 9        | 8    | 27   | 0.296 | 666    | 828    | 0.804  |
| 11. | Sport Loreto        | 4   | 11       | 1        | 10       | 6    | 30   | 0.200 | 678    | 858    | 0.790  |
| 12. | Latino Amisa        | 0   | 11       | 0        | 11       | 0    | 33   | 0.000 | 427    | 825    | 0.513  |

### Resultados
- Sede: Coliseo Deportivo Manuel Bonilla, Lima, Perú.
- Las horas indicadas corresponden al huso horario local de Perú: UTC-5.

| Resultados - Primera etapa | Resultados - Primera etapa | Resultados - Primera etapa | Resultados - Primera etapa | Resultados - Primera etapa | Resultados - Primera etapa | Resultados - Primera etapa | Resultados - Primera etapa | Resultados - Primera etapa | Resultados - Primera etapa | Resultados - Primera etapa | Resultados - Primera etapa |
| Fecha                      | Hora                       | Partido                    | Partido                    | Partido                    | Set                        | Set                        | Set                        | Set                        | Set                        | Puntuación total           | Reporte |
| Fecha                      | Hora                       |                            | Resultado                  |                            | 1                          | 2                          | 3                          | 4                          | 5                          | Puntuación total           | Reporte |
| -------------------------- | -------------------------- | -------------------------- | -------------------------- | -------------------------- | -------------------------- | -------------------------- | -------------------------- | -------------------------- | -------------------------- | -------------------------- | --- |
| 28 de noviembre            | 19:00                      | César Vallejo              | 3 – 0                      | Latino Amisa               | 25-10                      | 25-8                       | 25-6                       | -                          | -                          | 75 – 24                    | P2 P3 |
| 28 de noviembre            | 21:00                      | Alianza Lima               | 3 – 1                      | Deportivo Jaamsa           | 25-15                      | 22-25                      | 25-20                      | 25-17                      | -                          | 97 – 77                    | P2 P3 |
| 30 de noviembre            | 15:15                      | Circolo Italiano           | 1 – 3                      | Regatas Lima               | 25-22                      | 24-26                      | 16-25                      | 21-25                      | -                          | 86 – 98                    | P2 P3 |
| 30 de noviembre            | 17:45                      | Géminis                    | 3 – 0                      | Túpac Amaru                | 25-12                      | 25-20                      | 25-12                      | -                          | -                          | 75 – 44                    | P2 P3 |
| 3 de diciembre             | 19:20                      | San Martín                 | 2 – 3                      | Deportivo Jaamsa           | 25-18                      | 24-26                      | 23-25                      | 25-19                      | 13-15                      | 110 – 103                  | P2 P3 |
| 3 de diciembre             | 21:50                      | Sporting Cristal           | 3 – 0                      | Divino Maestro             | 25-10                      | 25-9                       | 25-17                      | -                          | -                          | 75 – 36                    | P2 P3 |
| 5 de diciembre             | 19:10                      | César Vallejo              | 3 – 0                      | Deportivo Jaamsa           | 25-14                      | 25-20                      | 25-19                      | -                          | -                          | 75 – 53                    | P2 P3 |
| 5 de diciembre             | 21:00                      | Alianza Lima               | 3 – 1                      | Circolo Italiano           | 20-25                      | 25-20                      | 25-21                      | 25-13                      | -                          | 95 – 79                    | P2 P3 |
| 7 de diciembre             | 15:10                      | San Martín                 | 3 – 0                      | Divino Maestro             | 25-11                      | 25-10                      | 25-7                       | -                          | -                          | 75 – 28                    | P2 P3 |
| 7 de diciembre             | 16:40                      | Sporting Cristal           | 3 – 0                      | Túpac Amaru                | 25-21                      | 25-22                      | 25-17                      | -                          | -                          | 75 – 60                    | P2 P3 |
| 10 de diciembre            | 20:50                      | Géminis                    | 3 – 2                      | Regatas Lima               | 17-25                      | 25-20                      | 25-12                      | 15-25                      | 15-9                       | 97 – 87                    | P2 P3 |
| 10 de diciembre            | 23:20                      | San Martín                 | 3 – 0                      | Latino Amisa               | 25-10                      | 25-8                       | 25-12                      | -                          | -                          | 75 – 30                    | P2 P3 |
| 12 de diciembre            | 19:15                      | Túpac Amaru                | 3 – 0                      | Divino Maestro             | 25-15                      | 25-22                      | 25-15                      | -                          | -                          | 75 – 52                    | P2 P3 |
| 12 de diciembre            | 21:00                      | César Vallejo              | 3 – 0                      | Circolo Italiano           | 25-16                      | 25-7                       | 25-13                      | -                          | -                          | 75 – 36                    | P2 P3 |
| 14 de diciembre            | 15:05                      | Sporting Cristal           | 1 – 3                      | Regatas Lima               | 19-25                      | 23-25                      | 25-21                      | 21-25                      | -                          | 88 – 96                    | P2 P3 |
| 14 de diciembre            | 21:00                      | Géminis                    | 3 – 1                      | Alianza Lima               | 25-22                      | 25-21                      | 22-25                      | 25-22                      | -                          | 97 – 90                    | P2 (enlace roto disponible en Internet Archive; véase el historial, la primera versión y la última). P3                                                                                                   |
| 7 de enero                 | 19:10                      | Deportivo Jaamsa           | 3 – 0                      | Latino Amisa               | 25-8                       | 25-9                       | 25-15                      | -                          | -                          | 75 – 32                    | P2 P3 |
| 7 de enero                 | 21:00                      | Sporting Cristal           | 3 – 1                      | Alianza Lima               | 25-11                      | 25-27                      | 25-16                      | 25-12                      | -                          | 100 – 66                   | P2 P3 |
| 8 de enero                 | 19:10                      | San Martín                 | 3 – 0                      | Sport Loreto               | 25-16                      | 25-17                      | 25-20                      | -                          | -                          | 75 – 53                    | P2 P3 |
| 8 de enero                 | 20:50                      | Regatas Lima               | 3 – 0                      | Divino Maestro             | 25-20                      | 25-17                      | 25-17                      | -                          | -                          | 75 – 54                    | P2 P3 |
| 9 de enero                 | 19:10                      | Latino Amisa               | 0 – 3                      | Sport Loreto               | 11-25                      | 14-25                      | 23-25                      | -                          | -                          | 48 – 75                    | P2 P3 |
| 9 de enero                 | 23:25                      | César Vallejo              | 3 – 2                      | Géminis                    | 25-15                      | 23-25                      | 26-28                      | 25-20                      | 15-11                      | 114 – 99                   | P2 P3 |
| 10 de enero                | 13:00                      | Circolo Italiano           | 3 – 0                      | Latino Amisa               | 25-16                      | 25-14                      | 25-16                      | -                          | -                          | 75 – 46                    | P2 P3 |
| 10 de enero                | 15:00                      | Deportivo Jaamsa           | 3 – 1                      | Sport Loreto               | 25-17                      | 23-25                      | 25-18                      | 25-18                      | -                          | 98 – 76                    | P2 P3 |
| 10 de enero                | 17:30                      | Alianza Lima               | 3 – 1                      | Divino Maestro             | 20-25                      | 25-21                      | 25-18                      | 25-14                      | -                          | 95 – 78                    | P2 P3 |
| 10 de enero                | 19:30                      | San Martín                 | 3 – 0                      | Túpac Amaru                | 25-21                      | 25-13                      | 25-10                      | -                          | -                          | 75 – 44                    | P2 P3 |
| 11 de enero                | 13:00                      | Circolo Italiano           | 3 – 0                      | Sport Loreto               | 25-21                      | 25-16                      | 25-22                      | -                          | -                          | 75 – 59                    | P2 P3 |
| 11 de enero                | 15:10                      | Regatas Lima               | 3 – 0                      | Túpac Amaru                | 25-21                      | 29-27                      | 25-23                      | -                          | -                          | 79 – 71                    | P2 P3 |
| 11 de enero                | 17:15                      | Géminis                    | 3 – 0                      | Divino Maestro             | 25-18                      | 25-21                      | 25-16                      | -                          | -                          | 95 – 78                    | P2 P3 |
| 11 de enero                | 19:00                      | Sporting Cristal           | 1 – 3                      | César Vallejo              | 16-25                      | 21-25                      | 28-26                      | 15-25                      | -                          | 80 – 101                   | P2 P3 |
| 14 de enero                | 19:10                      | Géminis                    | 3 – 0                      | Latino Amisa               | 25-15                      | 25-14                      | 25-11                      | -                          | -                          | 75 – 40                    | P2 P3 |
| 14 de enero                | 20:50                      | Alianza Lima               | 3 – 0                      | Túpac Amaru                | 25-19                      | 25-17                      | 25-21                      | -                          | -                          | 75 – 57                    | P2 P3 |
| 15 de enero                | 19:10                      | Sporting Cristal           | 3 – 0                      | Sport Loreto               | 25-16                      | 25-20                      | 26-24                      | -                          | -                          | 76 – 60                    | P2 P3 |
| 15 de enero                | 21:00                      | Túpac Amaru                | 3 – 0                      | Latino Amisa               | 25-12                      | 25-16                      | 25-13                      | -                          | -                          | 75 – 41                    | P2 (enlace roto disponible en Internet Archive; véase el historial, la primera versión y la última). P3 (enlace roto disponible en Internet Archive; véase el historial, la primera versión y la última). |
| 16 de enero                | 19:10                      | Alianza Lima               | 3 – 0                      | Sport Loreto               | 25-11                      | 25-17                      | 26-24                      | -                          | -                          | 76 – 52                    | P2 P3 |
| 16 de enero                | 20:40                      | San Martín                 | 3 – 0                      | Regatas Lima               | 25-20                      | 25-10                      | 25-20                      | -                          | -                          | 75 – 50                    | P2 P3 (enlace roto disponible en Internet Archive; véase el historial, la primera versión y la última).                                                                                                   |
| 17 de enero                | 13:00                      | Circolo Italiano           | 3 – 1                      | Divino Maestro             | 21-25                      | 26-24                      | 25-11                      | 25-19                      | -                          | 97 – 79                    | P2 P3 |
| 17 de enero                | 15:30                      | Géminis                    | 3 – 0                      | Sport Loreto               | 25-12                      | 25-17                      | 25-11                      | -                          | -                          | 75 – 40                    | P2 P3 |
| 17 de enero                | 17:00                      | César Vallejo              | 3 – 2                      | Regatas Lima               | 22-25                      | 25-22                      | 26-24                      | 17-25                      | 21-19                      | 111 – 115                  | P2 P3 |
| 17 de enero                | 20:15                      | Sporting Cristal           | 3 – 0                      | Deportivo Jaamsa           | 25-17                      | 25-21                      | 25-15                      | -                          | -                          | 75 – 53                    | P2 P3 |
| 18 de enero                | 13:00                      | Túpac Amaru                | 3 – 2                      | Sport Loreto               | 25-22                      | 23-25                      | 25-22                      | 22-25                      | 15-12                      | 110 – 106                  | P2 P3 |
| 18 de enero                | 15:30                      | San Martín                 | 3 – 0                      | Circolo Italiano           | 25-23                      | 25-17                      | 25-14                      | -                          | -                          | 75 – 54                    | P2 P3 |
| 18 de enero                | 17:15                      | César Vallejo              | 3 – 0                      | Divino Maestro             | 25-17                      | 25-23                      | 27-25                      | -                          | -                          | 77 – 65                    | P2 P3 |
| 18 de enero                | 19:00                      | Sporting Cristal           | 3 – 0                      | Latino Amisa               | 25-13                      | 25-10                      | 25-20                      | -                          | -                          | 75 – 43                    | P2 P3 |
| 21 de enero                | 19:10                      | Sporting Cristal           | 3 – 0                      | Circolo Italiano           | 25-13                      | 25-12                      | 25-13                      | -                          | -                          | 75 – 38                    | P2 P3 |
| 21 de enero                | 20:40                      | San Martín                 | 3 – 0                      | Alianza Lima               | 25-19                      | 25-19                      | 25-10                      | -                          | -                          | 75 – 48                    | P2 P3 |
| 23 de enero                | 19:00                      | Regatas Lima               | 3 – 0                      | Sport Loreto               | 25-18                      | 25-19                      | 25-14                      | -                          | -                          | 75 – 51                    | P2 P3 |
| 23 de enero                | 20:30                      | Géminis                    | 3 – 1                      | Deportivo Jaamsa           | 25-13                      | 21-25                      | 25-19                      | 25-23                      | -                          | 96 – 80                    | P2 P3 |
| 24 de enero                | 14:30                      | Divino Maestro             | 3 – 0                      | Sport Loreto               | 25-23                      | 25-23                      | 25-22                      | -                          | -                          | 75 – 68                    | P2 P3 |
| 24 de enero                | 16:30                      | San Martín                 | 2 – 3                      | César Vallejo              | 25-21                      | 25-23                      | 26-28                      | 21-25                      | 15-17                      | 112 – 114                  | P2 P3 |
| 24 de enero                | 18:30                      | Deportivo Jaamsa           | 3 – 0                      | Túpac Amaru                | 26-24                      | 25-16                      | 25-22                      | -                          | -                          | 76 – 62                    | P2 P3 |
| 25 de enero                | 14:00                      | Latino Amisa               | 0 – 3                      | Divino Maestro             | 12-25                      | 17-25                      | 11-25                      | -                          | -                          | 40 – 75                    | P2 (enlace roto disponible en Internet Archive; véase el historial, la primera versión y la última). P3 (enlace roto disponible en Internet Archive; véase el historial, la primera versión y la última). |
| 25 de enero                | 15:30                      | César Vallejo              | 3 – 0                      | Sport Loreto               | 25-15                      | 25-13                      | 25-10                      | -                          | -                          | 75 – 38                    | P2 P3 |
| 25 de enero                | 17:00                      | Sporting Cristal           | 0 – 3                      | Géminis                    | 14-25                      | 19-25                      | 16-25                      | -                          | -                          | 49 –75                     | P2 P3 |
| 25 de enero                | 19:00                      | Alianza Lima               | 1 – 3                      | Regatas Lima               | 21-25                      | 25-15                      | 24-26                      | 14-25                      | -                          | 84 – 91                    | P2 P3 |
| 28 de enero                | 19:00                      | César Vallejo              | 3 – 0                      | Túpac Amaru                | 25-10                      | 25-21                      | 25-22                      | -                          | -                          | 75 – 53                    | P2 P3 |
| 28 de enero                | 20:30                      | San Martín                 | 1 – 3                      | Géminis                    | 22-25                      | 19-25                      | 25-15                      | 22-25                      | -                          | 88 – 90                    | P2 P3 |
| 30 de enero                | 19:00                      | Circolo Italiano           | 0 – 3                      | Deportivo Jaamsa           | 16-25                      | 16-25                      | 17-25                      | -                          | -                          | 49 – 75                    | P2 P3 |
| 30 de enero                | 20:30                      | César Vallejo              | 1 – 3                      | Alianza Lima               | 29-31                      | 25-15                      | 23-25                      | 24-26                      | -                          | 101 – 97                   | P2 P3 |
| 31 de enero                | 13:00                      | Alianza Lima               | 3 – 0                      | Latino Amisa               | 25-9                       | 25-20                      | 25-9                       | -                          | -                          | 75 – 38                    | P2 P3 |
| 31 de enero                | 15:00                      | Deportivo Jaamsa           | 2 – 3                      | Regatas Lima               | 12-25                      | 25-17                      | 19-25                      | 25-20                      | 11-15                      | 92 – 102                   | P2 P3 |
| 31 de enero                | 17:00                      | Circolo Italiano           | 1 – 3                      | Túpac Amaru                | 15-25                      | 13-25                      | 25-15                      | 19-25                      | -                          | 72 – 90                    | P2 P3 |
| 31 de enero                | 19:00                      | San Martín                 | 3 – 1                      | Sporting Cristal           | 21-25                      | 25-11                      | 25-15                      | 25-21                      | -                          | 96 – 72                    | P2 P3 |
| 1 de febrero               | 15:00                      | Deportivo Jaamsa           | 3 – 0                      | Divino Maestro             | 26-24                      | 25-22                      | 25-23                      | -                          | -                          | 76 – 69                    | P2 P3 |
| 1 de febrero               | 17:00                      | Regatas Lima               | 3 – 0                      | Latino Amisa               | 25-12                      | 25-15                      | 25-14                      | -                          | -                          | 75 – 41                    | P2 P3 |
| 1 de febrero               | 19:00                      | Géminis                    | 3 – 0                      | Circolo Italiano           | 25-21                      | 25-23                      | 25-16                      | -                          | -                          | 75 – 60                    | P2 P3 |

## Segunda Etapa

### Tabla de posiciones
|     |                     |     | Partidos | Partidos | Partidos | Sets | Sets | Sets  | Puntos | Puntos | Puntos |
| Pos | Equipo              | Pts | PJ       | PG       | PP       | SG   | SP   | Ratio | PG     | PP     | Ratio  |
| --- | ------------------- | --- | -------- | -------- | -------- | ---- | ---- | ----- | ------ | ------ | ------ |
| 1.  | Univ. San Martín    | 18  | 7        | 6        | 1        | 19   | 4    | 4.750 | 549    | 471    | 1.166  |
| 2.  | Deportivo Géminis   | 15  | 7        | 5        | 2        | 18   | 10   | 1.800 | 638    | 570    | 1.119  |
| 3.  | Univ. César Vallejo | 14  | 7        | 5        | 2        | 15   | 9    | 1.667 | 534    | 469    | 1.139  |
| 4.  | Regatas Lima        | 11  | 7        | 4        | 3        | 15   | 14   | 1.071 | 606    | 606    | 1.000  |
| 5.  | Alianza Lima        | 11  | 7        | 4        | 3        | 12   | 12   | 1.000 | 520    | 523    | 0.994  |
| 6.  | Sporting Cristal    | 10  | 7        | 3        | 4        | 16   | 16   | 1.000 | 677    | 647    | 1.046  |
| 7.  | Túpac Amaru         | 3   | 7        | 1        | 6        | 6    | 20   | 0.300 | 472    | 605    | 0.780  |
| 8.  | Deportivo Jaamsa    | 2   | 7        | 0        | 7        | 5    | 21   | 0.238 | 508    | 613    | 0.829  |

### Resultados
- Sede: Coliseo Deportivo Manuel Bonilla, Lima, Perú.
- Las horas indicadas corresponden al huso horario local de Perú: UTC-5.

| Resultados - Segunda etapa | Resultados - Segunda etapa | Resultados - Segunda etapa | Resultados - Segunda etapa | Resultados - Segunda etapa | Resultados - Segunda etapa | Resultados - Segunda etapa | Resultados - Segunda etapa | Resultados - Segunda etapa | Resultados - Segunda etapa | Resultados - Segunda etapa | Resultados - Segunda etapa |
| Fecha                      | Hora                       | Partido                    | Partido                    | Partido                    | Set                        | Set                        | Set                        | Set                        | Set                        | Puntuación total           | Reporte |
| Fecha                      | Hora                       |                            | Resultado                  |                            | 1                          | 2                          | 3                          | 4                          | 5                          | Puntuación total           | Reporte |
| -------------------------- | -------------------------- | -------------------------- | -------------------------- | -------------------------- | -------------------------- | -------------------------- | -------------------------- | -------------------------- | -------------------------- | -------------------------- | --- |
| 11 de febrero              | 19:00                      | Deportivo Géminis          | 3 – 1                      | Túpac Amaru                | 20-25                      | 27-25                      | 25-20                      | 25-14                      |                            | 97 – 84                    | P2 P3 |
| 11 de febrero              | 20:30                      | César Vallejo              | 3 – 0                      | Deportivo Jaamsa           | 25-19                      | 25-13                      | 25-19                      |                            |                            | 75 – 51                    | P2 P3 |
| 13 de febrero              | 19:00                      | Regatas Lima               | 3 – 2                      | Sporting Cristal           | 14-25                      | 22-25                      | 25-18                      | 25-23                      | 15-13                      | 101 – 104                  | P2 P3 |
| 13 de febrero              | 20:30                      | San Martín                 | 3 – 0                      | Alianza Lima               | 25-18                      | 26-24                      | 27-25                      |                            |                            | 78 – 67                    | P2 P3 |
| 14 de febrero              | 17:00                      | Alianza Lima               | 3 – 0                      | Túpac Amaru                | 25-17                      | 25-11                      | 25-13                      |                            |                            | 75 – 41                    | P2 P3 |
| 14 de febrero              | 19:00                      | Deportivo Géminis          | 3 – 0                      | Deportivo Jaamsa           | 25-20                      | 25-21                      | 25-14                      |                            |                            | 75 – 55                    | P2 P3 |
| 15 de febrero              | 16:00                      | César Vallejo              | 0 – 3                      | Sporting Cristal           | 11-25                      | 12-25                      | 21-25                      |                            |                            | 44 – 75                    | P2 P3 |
| 15 de febrero              | 18:00                      | San Martín                 | 3 – 0                      | Regatas Lima               | 25-20                      | 25-16                      | 25-19                      |                            |                            | 75 – 55                    | P2 P3 |
| 20 de febrero              | 19:00                      | Sporting Cristal           | 3 – 2                      | Deportivo Jaamsa           | 27-25                      | 25-10                      | 14-25                      | 22-25                      | 16-14                      | 104 – 99                   | P2 P3 |
| 20 de febrero              | 20:30                      | Deportivo Géminis          | 3 – 0                      | Alianza Lima               | 25-19                      | 26-24                      | 25-20                      |                            |                            | 76 – 63                    | P2 P3 |
| 28 de febrero              | 19:00                      | Regatas Lima               | 3 – 0                      | Túpac Amaru                | 25-12                      | 25-13                      | 25-23                      |                            |                            | 75 – 48                    | P2 P3 |
| 28 de febrero              | 20:30                      | César Vallejo              | 0 – 3                      | San Martín                 | 19-25                      | 26-28                      | 22-25                      |                            |                            | 67 – 78                    | P2 P3 |
| 4 de marzo                 | 19:00                      | Regatas Lima               | 1 – 3                      | Alianza Lima               | 25-19                      | 20-25                      | 20-25                      | 18-25                      |                            | 83 – 94                    | P2 P3 |
| 4 de marzo                 | 20:30                      | Deportivo Géminis          | 3 – 2                      | Sporting Cristal           | 23-25                      | 25-27                      | 25-20                      | 25-20                      | 15-13                      | 113 – 105                  | P2 P3 |
| 6 de marzo                 | 19:00                      | César Vallejo              | 3 – 0                      | Túpac Amaru                | 25-18                      | 25-15                      | 25-13                      |                            |                            | 75 – 46                    | P2 P3 |
| 6 de marzo                 | 20:30                      | San Martín                 | 3 – 0                      | Deportivo Jaamsa           | 25-20                      | 25-17                      | 25-17                      |                            |                            | 75 – 54                    | P2 P3 |
| 7 de marzo                 | 16:00                      | Deportivo Jaamsa           | 2 – 3                      | Túpac Amaru                | 25-22                      | 17-25                      | 25-23                      | 21-25                      | 14-16                      | 102 – 111                  | P2 P3 |
| 7 de marzo                 | 18:00                      | Deportivo Géminis          | 2 – 3                      | Regatas Lima               | 25-16                      | 23-25                      | 25-17                      | 20-25                      | 8-15                       | 101–98                     | P2 P3 |
| 8 de marzo                 | 16:00                      | César Vallejo              | 3 – 0                      | Alianza Lima               | 25-17                      | 25-14                      | 25-15                      |                            |                            | 75–46                      | P2 P3 |
| 8 de marzo                 | 18:00                      | San Martín                 | 3 – 1                      | Sporting Cristal           | 25-21                      | 25-13                      | 23-25                      | 25-20                      |                            | 98–79                      | P2 P3 |
| 11 de marzo                | 19:00                      | Alianza Lima               | 3 – 0                      | Deportivo Jaamsa           | 25-22                      | 25-20                      | 25-23                      |                            |                            | 75–65                      | P2 P3 |
| 11 de marzo                | 20:30                      | César Vallejo              | 3 – 2                      | Regatas Lima               | 25-17                      | 25-27                      | 13-25                      | 25-20                      | 15-7                       | 103–96                     | P2 P3 |
| 13 de marzo                | 19:00                      | Sporting Cristal           | 3 – 2                      | Túpac Amaru                | 20-25                      | 25-15                      | 21-25                      | 25-16                      | 15-11                      | 106–92                     | P2 P3 |
| 13 de marzo                | 20:30                      | Deportivo Géminis          | 3 – 1                      | San Martín                 | 24-26                      | 25-10                      | 25-13                      | 25-21                      |                            | 99–70                      | P2 P3 |
| 14 de marzo                | 16:00                      | Regatas Lima               | 3 – 1                      | Deportivo Jaamsa           | 25-17                      | 25-22                      | 23-25                      | 25-18                      |                            | 98–82                      | P2 P3 |
| 14 de marzo                | 18:00                      | Sporting Cristal           | 2 – 3                      | Alianza Lima               | 15-25                      | 25-11                      | 28-30                      | 25-19                      | 12-15                      | 105–100                    | P2 P3 |
| 15 de marzo                | 16:00                      | San Martín                 | 3 – 0                      | Túpac Amaru                | 25-11                      | 25-20                      | 25-19                      |                            |                            | 75–50                      | P2 (enlace roto disponible en Internet Archive; véase el historial, la primera versión y la última). P3 (enlace roto disponible en Internet Archive; véase el historial, la primera versión y la última). |
| 15 de marzo                | 18:00                      | Deportivo Géminis          | 1 – 3                      | César Vallejo              | 25-20                      | 16-25                      | 17-25                      | 19-25                      |                            | 77–95                      | P2 (enlace roto disponible en Internet Archive; véase el historial, la primera versión y la última). P3 (enlace roto disponible en Internet Archive; véase el historial, la primera versión y la última). |

## Ronda Final
|  | Cuartos de final | Cuartos de final |            |              | Semifinales   | Semifinales  |  |  | Final | Final |
|  |                  |                  |            |              |               |              |  |  |       |       |
|  |                  |                  |            |              |               |              |  |  |       |       |
|  |                  |                  |            |              |               |              |  |  |       |       |
|  | Géminis          | 2                |            |              |               |              |  |  |       |       |
|  | Géminis          | 2                |            |              |               |              |  |  |       |       |
|  | Túpac Amaru      | 0                |            |              |               |              |  |  |       |       |
|  | Túpac Amaru      | 0                | Géminis    | 2            |               |              |  |  |       |       |
|  |                  |                  | Géminis    | 2            |               |              |  |  |       |       |
|  |                  | César Vallejo    | 0          |              |               |              |  |  |       |       |
|  | César Vallejo    | César Vallejo    | 0          | 2            |               |              |  |  |       |       |
|  | César Vallejo    |                  |            | 2            |               |              |  |  |       |       |
|  | Sporting Cristal | 0                |            |              |               |              |  |  |       |       |
|  | Sporting Cristal | 0                | Géminis    | 0            |               |              |  |  |       |       |
|  |                  |                  | Géminis    | 0            |               |              |  |  |       |       |
|  |                  | San Martín       | 2          |              |               |              |  |  |       |       |
|  | San Martín       | San Martín       | 2          | 2            |               |              |  |  |       |       |
|  | San Martín       |                  |            | 2            |               |              |  |  |       |       |
|  | Jaamsa           | 0                |            |              |               |              |  |  |       |       |
|  | Jaamsa           | 0                | San Martín | 2            | Tercer lugar  | Tercer lugar |  |  |       |       |
|  |                  |                  | San Martín | 2            |               |              |  |  |       |       |
|  |                  | Regatas Lima     | 0          |              |               |              |  |  |       |       |
|  | Regatas Lima     | Regatas Lima     | 0          | 2            | César Vallejo | 2            |  |  |       |       |
|  | Regatas Lima     |                  |            | 2            | César Vallejo | 2            |  |  |       |       |
|  | Alianza Lima     | 1                |            | Regatas Lima | 1             |              |  |  |       |       |
|  | Alianza Lima     | 1                |            |              | 1             |              |  |  |       |       |
|  |                  |                  |            |              |               |              |  |  |       |       |
|  |                  |                  |            |              |               |              |  |  |       |       |

### Cuartos de final
- Sede: Coliseo Deportivo Manuel Bonilla, Lima, Perú.
- Las horas indicadas corresponden al huso horario local de Perú: UTC-5.

| Equipo 1            | Agr.  | Equipo 2         | Ida   | Vuelta | Extra |
| ------------------- | ----- | ---------------- | ----- | ------ | ----- |
| Univ. San Martín    | 2 - 0 | Deportivo Jaamsa | 3 - 0 | 3 - 0  | No    |
| Univ. César Vallejo | 2 - 0 | Sporting Cristal | 3 - 2 | 3 - 1  | No    |
| Deportivo Géminis   | 2 - 0 | Túpac Amaru      | 3 - 0 | 3 - 0  | No    |
| Regatas Lima        | 2 - 1 | Alianza Lima     | 3 - 1 | 2 - 3  | 3 - 0 |

#### Ida
| Resultados - Cuartos de final (ida) | Resultados - Cuartos de final (ida) | Resultados - Cuartos de final (ida) | Resultados - Cuartos de final (ida) | Resultados - Cuartos de final (ida) | Resultados - Cuartos de final (ida) | Resultados - Cuartos de final (ida) | Resultados - Cuartos de final (ida) | Resultados - Cuartos de final (ida) | Resultados - Cuartos de final (ida) | Resultados - Cuartos de final (ida) | Resultados - Cuartos de final (ida) |
| Fecha                               | Hora                                | Partido                             | Partido                             | Partido                             | Set                                 | Set                                 | Set                                 | Set                                 | Set                                 | Puntuación total                    | Reporte                             |
| Fecha                               | Hora                                |                                     | Resultado                           |                                     | 1                                   | 2                                   | 3                                   | 4                                   | 5                                   | Puntuación total                    | Reporte                             |
| ----------------------------------- | ----------------------------------- | ----------------------------------- | ----------------------------------- | ----------------------------------- | ----------------------------------- | ----------------------------------- | ----------------------------------- | ----------------------------------- | ----------------------------------- | ----------------------------------- | ----------------------------------- |
| 27 de marzo                         | 19:00                               | San Martín                          | 3 – 0                               | Deportivo Jaamsa                    | 25-21                               | 25-19                               | 25-8                                |                                     |                                     | 75 – 48                             |                                     |
| 27 de marzo                         | 20:30                               | César Vallejo                       | 3 – 2                               | Sporting Cristal                    | 25-17                               | 20-25                               | 25-21                               | 29-31                               | 15-12                               | 114 – 106                           |                                     |
| 29 de marzo                         | 16:00                               | Deportivo Géminis                   | 3 – 0                               | Túpac Amaru                         | 25-22                               | 25-13                               | 25-22                               |                                     |                                     | 75 – 57                             |                                     |
| 29 de marzo                         | 18:00                               | Regatas Lima                        | 3 – 1                               | Alianza Lima                        | 25-23                               | 25-16                               | 21-25                               | 25-23                               |                                     | 96 – 87                             |                                     |

#### Vuelta
| Resultados - Cuartos de final (vuelta) | Resultados - Cuartos de final (vuelta) | Resultados - Cuartos de final (vuelta) | Resultados - Cuartos de final (vuelta) | Resultados - Cuartos de final (vuelta) | Resultados - Cuartos de final (vuelta) | Resultados - Cuartos de final (vuelta) | Resultados - Cuartos de final (vuelta) | Resultados - Cuartos de final (vuelta) | Resultados - Cuartos de final (vuelta) | Resultados - Cuartos de final (vuelta) | Resultados - Cuartos de final (vuelta) |
| Fecha                                  | Hora                                   | Partido                                | Partido                                | Partido                                | Set                                    | Set                                    | Set                                    | Set                                    | Set                                    | Puntuación total                       | Reporte                                |
| Fecha                                  | Hora                                   |                                        | Resultado                              |                                        | 1                                      | 2                                      | 3                                      | 4                                      | 5                                      | Puntuación total                       | Reporte                                |
| -------------------------------------- | -------------------------------------- | -------------------------------------- | -------------------------------------- | -------------------------------------- | -------------------------------------- | -------------------------------------- | -------------------------------------- | -------------------------------------- | -------------------------------------- | -------------------------------------- | -------------------------------------- |
| 1 de abril                             | 19:00                                  | Deportivo Jaamsa                       | 0 – 3                                  | San Martín                             | 18-25                                  | 15-25                                  | 19-25                                  |                                        |                                        | 52 – 75                                |                                        |
| 1 de abril                             | 20:30                                  | Sporting Cristal                       | 1 – 3                                  | César Vallejo                          | 10-25                                  | 25-20                                  | 17-25                                  | 19-25                                  |                                        | 71 – 95                                |                                        |
| 3 de abril                             | 19:00                                  | Túpac Amaru                            | 0 - 3                                  | Deportivo Géminis                      | 9-25                                   | 15-25                                  | 20-25                                  |                                        |                                        | 44 – 75                                |                                        |
| 3 de abril                             | 20:30                                  | Alianza Lima                           | 3 – 2                                  | Regatas Lima                           | 25-23                                  | 25-15                                  | 21-25                                  | 26-28                                  | 15-12                                  | 112 – 103                              |                                        |

#### Extra Game
| Resultados - Cuartos de final (extra game) | Resultados - Cuartos de final (extra game) | Resultados - Cuartos de final (extra game) | Resultados - Cuartos de final (extra game) | Resultados - Cuartos de final (extra game) | Resultados - Cuartos de final (extra game) | Resultados - Cuartos de final (extra game) | Resultados - Cuartos de final (extra game) | Resultados - Cuartos de final (extra game) | Resultados - Cuartos de final (extra game) | Resultados - Cuartos de final (extra game) | Resultados - Cuartos de final (extra game) |
| Fecha                                      | Hora                                       | Partido                                    | Partido                                    | Partido                                    | Set                                        | Set                                        | Set                                        | Set                                        | Set                                        | Puntuación total                           | Reporte                                    |
| Fecha                                      | Hora                                       |                                            | Resultado                                  |                                            | 1                                          | 2                                          | 3                                          | 4                                          | 5                                          | Puntuación total                           | Reporte                                    |
| ------------------------------------------ | ------------------------------------------ | ------------------------------------------ | ------------------------------------------ | ------------------------------------------ | ------------------------------------------ | ------------------------------------------ | ------------------------------------------ | ------------------------------------------ | ------------------------------------------ | ------------------------------------------ | ------------------------------------------ |
| 5 de abril                                 | 16:00                                      | Alianza Lima                               | 0 – 3                                      | Regatas Lima                               | 20-25                                      | 25-27                                      | 23-25                                      |                                            |                                            | 68 - 77                                    |                                            |

### Semifinales
- Sede: Coliseo Deportivo Manuel Bonilla, Lima, Perú.
- Las horas indicadas corresponden al huso horario local de Perú: UTC-5.

| Equipo 1            | Agr.  | Equipo 2          | Ida   | Vuelta | Extra |
| ------------------- | ----- | ----------------- | ----- | ------ | ----- |
| Univ. San Martín    | 2 - 0 | Regatas Lima      | 3 - 0 | 3 - 0  | No    |
| Univ. César Vallejo | 0 - 2 | Deportivo Géminis | 0 - 3 | 1 - 3  | No    |

#### Ida
| Resultados - Semifinales (ida) | Resultados - Semifinales (ida) | Resultados - Semifinales (ida) | Resultados - Semifinales (ida) | Resultados - Semifinales (ida) | Resultados - Semifinales (ida) | Resultados - Semifinales (ida) | Resultados - Semifinales (ida) | Resultados - Semifinales (ida) | Resultados - Semifinales (ida) | Resultados - Semifinales (ida) | Resultados - Semifinales (ida) |
| Fecha                          | Hora                           | Partido                        | Partido                        | Partido                        | Set                            | Set                            | Set                            | Set                            | Set                            | Puntuación total               | Reporte                        |
| Fecha                          | Hora                           |                                | Resultado                      |                                | 1                              | 2                              | 3                              | 4                              | 5                              | Puntuación total               | Reporte                        |
| ------------------------------ | ------------------------------ | ------------------------------ | ------------------------------ | ------------------------------ | ------------------------------ | ------------------------------ | ------------------------------ | ------------------------------ | ------------------------------ | ------------------------------ | ------------------------------ |
| 10 de abril                    | 19:00                          | San Martín                     | 3 – 0                          | Regatas Lima                   | 25-18                          | 25-15                          | 26-24                          |                                |                                | 76 – 57                        |                                |
| 10 de abril                    | 20:30                          | César Vallejo                  | 0 – 3                          | Deportivo Géminis              | 20-25                          | 21-25                          | 20-25                          |                                |                                | 75 – 61                        |                                |

#### Vuelta
| Resultados - Semifinales (vuelta) | Resultados - Semifinales (vuelta) | Resultados - Semifinales (vuelta) | Resultados - Semifinales (vuelta) | Resultados - Semifinales (vuelta) | Resultados - Semifinales (vuelta) | Resultados - Semifinales (vuelta) | Resultados - Semifinales (vuelta) | Resultados - Semifinales (vuelta) | Resultados - Semifinales (vuelta) | Resultados - Semifinales (vuelta) | Resultados - Semifinales (vuelta) |
| Fecha                             | Hora                              | Partido                           | Partido                           | Partido                           | Set                               | Set                               | Set                               | Set                               | Set                               | Puntuación total                  | Reporte                           |
| Fecha                             | Hora                              |                                   | Resultado                         |                                   | 1                                 | 2                                 | 3                                 | 4                                 | 5                                 | Puntuación total                  | Reporte                           |
| --------------------------------- | --------------------------------- | --------------------------------- | --------------------------------- | --------------------------------- | --------------------------------- | --------------------------------- | --------------------------------- | --------------------------------- | --------------------------------- | --------------------------------- | --------------------------------- |
| 11 de abril                       | 19:00                             | Regatas Lima                      | 0 – 3                             | San Martín                        | 22-25                             | 13-25                             | 21-25                             |                                   |                                   | 57 – 75                           |                                   |
| 11 de abril                       | 20:30                             | Deportivo Géminis                 | 3 – 1                             | César Vallejo                     | 25-23                             | 25-21                             | 14-25                             | 25-19                             |                                   | 89 – 88                           |                                   |

### Tercer Puesto
- Sede: Coliseo Eduardo Dibós, Lima, Perú.
- Las horas indicadas corresponden al huso horario local de Perú: UTC-5.

| Resultados - Serie por el tercer puesto | Resultados - Serie por el tercer puesto | Resultados - Serie por el tercer puesto | Resultados - Serie por el tercer puesto | Resultados - Serie por el tercer puesto | Resultados - Serie por el tercer puesto | Resultados - Serie por el tercer puesto | Resultados - Serie por el tercer puesto | Resultados - Serie por el tercer puesto | Resultados - Serie por el tercer puesto | Resultados - Serie por el tercer puesto | Resultados - Serie por el tercer puesto |
| Fecha                                   | Hora                                    | Partido                                 | Partido                                 | Partido                                 | Set                                     | Set                                     | Set                                     | Set                                     | Set                                     | Puntuación total                        | Reporte                                 |
| Fecha                                   | Hora                                    |                                         | Resultado                               |                                         | 1                                       | 2                                       | 3                                       | 4                                       | 5                                       | Puntuación total                        | Reporte                                 |
| --------------------------------------- | --------------------------------------- | --------------------------------------- | --------------------------------------- | --------------------------------------- | --------------------------------------- | --------------------------------------- | --------------------------------------- | --------------------------------------- | --------------------------------------- | --------------------------------------- | --------------------------------------- |
| 17 de abril                             | 19:00                                   | Regatas Lima                            | 3 – 2                                   | César Vallejo                           | 23-25                                   | 25-19                                   | 17-25                                   | 25-20                                   | 15-10                                   | 105 - 99                                |                                         |
| 18 de abril                             | 19:00                                   | César Vallejo                           | 3 – 2                                   | Regatas Lima                            | 31-33                                   | 25-22                                   | 25-26                                   | 23-25                                   | 15-10                                   | 119 – 106                               |                                         |
| 21 de abril                             | 19:00                                   | César Vallejo                           | 3 – 0                                   | Regatas Lima                            | 25-21                                   | 25-18                                   | 25-21                                   |                                         |                                         | 75 – 60                                 |                                         |

### Final
- Sede: Coliseo Eduardo Dibós, Lima, Perú.
- Las horas indicadas corresponden al huso horario local de Perú: UTC-5.

| Resultados - Serie Final | Resultados - Serie Final | Resultados - Serie Final | Resultados - Serie Final | Resultados - Serie Final | Resultados - Serie Final | Resultados - Serie Final | Resultados - Serie Final | Resultados - Serie Final | Resultados - Serie Final | Resultados - Serie Final | Resultados - Serie Final |
| Fecha                    | Hora                     | Partido                  | Partido                  | Partido                  | Set                      | Set                      | Set                      | Set                      | Set                      | Puntuación total         | Reporte                  |
| Fecha                    | Hora                     |                          | Resultado                |                          | 1                        | 2                        | 3                        | 4                        | 5                        | Puntuación total         | Reporte                  |
| ------------------------ | ------------------------ | ------------------------ | ------------------------ | ------------------------ | ------------------------ | ------------------------ | ------------------------ | ------------------------ | ------------------------ | ------------------------ | ------------------------ |
| 17 de abril              | 20:30                    | San Martín               | 3 – 0                    | Deportivo Géminis        | 27-25                    | 25-15                    | 25-20                    |                          |                          | 77 – 60                  |                          |
| 18 de abril              | 20:30                    | Deportivo Géminis        | 1 – 3                    | San Martín               | 26-24                    | 21-25                    | 22-25                    | 23-25                    |                          | 99 – 92                  |                          |

## Podio
|                      |
| Campeón              |
| San Martín 2º título |

|             |
| Sub-Campeón |
| Géminis     |

|               |
| 3º Lugar      |
| César Vallejo |

## Estadísticas
Última actualización: CMD en vivo

### Anotadoras
| Rank. | Jugadora        | Club             | Ataque | Bloqueo | Servicio | Total |
| ----- | --------------- | ---------------- | ------ | ------- | -------- | ----- |
| 1.    | Cindy Rondón    | Géminis          | 357    | 27      | 23       | 407   |
| 2.    | Angélica Aquino | Regatas Lima     | 334    | 10      | 37       | 381   |
| 3.    | Mabel Olemar    | Sporting Cristal | 283    | 22      | 24       | 329   |

## Clasificación General
Los 4 primeros lugares se rigen por cuartos de final; el resto de puestos, por puntaje acumulado incluyendo los de la baja. El último lugar pierde la categoría. 
|    | Equipos           |
| -- | ----------------- |
|    | San Martín        |
|    | Deportivo Géminis |
|    | César Vallejo     |
| 4  | Regatas Lima      |
| 5  | Alianza Lima      |
| 6  | Sporting Cristal  |
| 7  | Deportivo Jaamsa  |
| 8  | Túpac Amaru       |
| 9  | Circolo Italiano  |
| 10 | Divino Maestro    |
| 11 | Sport Loreto      |
| 12 | Latino Amisa      |

## Equipo Estrella
| - Most Valuable Player - Cindy Rondón (( Géminis)) - Mejor Punta - Angela Leyva (( USMP)) - Cindy Rondón (( Géminis)) - Mejor Opuesta - Maguilaura Frías (( USMP)) | - Mejor Armadora - Patricia Aranda (( Géminis)) - Mejor Central - Sabel Moffet (( USMP)) - Andrea Urrutia (( USMP)) - Mejor Líbero - María de Fátima Acosta (( Géminis)) - Mejor Director Técnico (DT) - Francisco Hervás (( Regatas Lima)) |

### Mejores Jugadoras
| - Mejor Anotadora - Cindy Rondón (( Géminis)) ((407 pts.)) - Mejor Atacante - Angela Leyva (( USMP)) - Mejor Bloqueadora - Sabel Moffet (( USMP)) - Mejor Sacadora - Shiamara Almeyda (( Sporting Cristal)) | - Mejor Defensa - María de Fátima Acosta (( Géminis)) - Mejor Armadora - Patricia Aranda (( Géminis)) - Mejor Recepción - María de Fátima Acosta (( Géminis)) |